# Kiriakos Papadopulos
Kiriakos Papadopulos (gr. Κυριάκος Παπαδόπουλος; ur. 23 lutego 1992 w Katerini) – grecki piłkarz, grający na pozycji środkowego obrońcy. Od 2022 roku jest zawodnikiem klubu FCU Craiova.

## Kariera klubowa
Karierę piłkarską Papadopulos rozpoczął w klubie Svoronos Katerinis. Następnie został piłkarzem Olympiakosu Pireus. W 2007 roku awansował do kadry pierwszego zespołu. 2 grudnia 2007 zadebiutował w pierwszej lidze greckiej w wygranym 3:1 wyjazdowym meczu z Atromitosem Ateny. Miał wówczas 15 lat i 283 dni. Stał się tym samym najmłodszym piłkarzem w historii ligi greckiej. W Olympiakosie w latach 2007–2010 rozegrał 11 ligowych spotkań. W 2008 i 2009 roku wywalczył z tym klubem mistrzostwo kraju, a także dwa Puchary Grecji.
Latem 2010 roku Papadopulos został zawodnikiem FC Schalke 04. Podpisał z nim czteroletni kontrakt. Swój debiut w Schalke 04 zanotował 21 sierpnia 2010 w przegranym 1:2 wyjazdowym meczu z Hamburger SV.
W 2014 roku został wypożyczony do Bayeru 04 Leverkusen.
| Sezon   | Klub                | Kraj             | Rozgrywki                    | Mecze | Bramki |
| ------- | ------------------- | ---------------- | ---------------------------- | ----- | ------ |
| 2007/08 | Olympiakos SFP      | Grecja           | Superleague Ellada           | 3     | 0      |
| 2008/09 | Olympiakos SFP      | Grecja           | Superleague Ellada           | 3     | 0      |
| 2009/10 | Olympiakos SFP      | Grecja           | Superleague Ellada           | 7     | 0      |
| 2010/11 | FC Schalke 04       | Niemcy           | Bundesliga                   | 18    | 0      |
| 2011/12 | FC Schalke 04       | Niemcy           | Bundesliga                   | 29    | 2      |
| 2012/13 | FC Schalke 04       | Niemcy           | Bundesliga                   | 10    | 1      |
| 2013/14 | FC Schalke 04       | Niemcy           | Bundesliga                   | 4     | 0      |
| 2014/15 | Bayer 04 Leverkusen | Niemcy           | Bundesliga                   | 14    | 2      |
| 2015/16 | Bayer 04 Leverkusen | Niemcy           | Bundesliga                   | 16    | 0      |
| 2016/17 | RB Leipzig          | Niemcy           | Bundesliga                   | 1     | 0      |
| 2016/17 | Hamburger SV        | Niemcy           | Bundesliga                   | 15    | 2      |
| 2017/18 | Hamburger SV        | Niemcy           | Bundesliga                   | 29    | 1      |
| 2018/19 | Hamburger SV        | Niemcy           | 2. Bundesliga                | 2     | 0      |
| 2019/20 | Hamburger SV        | Niemcy           | 2. Bundesliga                | 2     | 0      |
| 2019/20 | Hamburger SV II     | Niemcy           | Regionalliga Nord            | 2     | 0      |
| 2020/21 | NK Lokomotiva       | Chorwacja        | Prva hrvatska nogometna liga | 24    | 2      |
| 2021/22 | Al-Fayha FC         | Arabia Saudyjska | Saudi Professional League    | 1     | 0      |
| 2021/22 | Atromitos           | Grecja           | Superleague Ellada           | 12    | 0      |
| 2022/23 | FC U Craiova 1948   | Rumunia          | Liga I                       | 7     | 0      |

## Kariera reprezentacyjna
Od 2006 roku Papadopulos gra w młodzieżowych reprezentacjach Grecji. W latach 2006–2009 grał w reprezentacji U-17. Z kolei w 2008 roku wystąpił wraz z kadrą U-19 na Mistrzostwach Europy U-19. Od 2011 roku występuje też w reprezentacji Grecji.